# Scott (album)
| Recensione | Giudizio |
| ---------- | -------- |
| AllMusic   | [ 2 ]    |
| Pitchfork  | 8.4/10   |

Scott è l'album di debutto solista del cantautore statunitense Scott Walker, pubblicato originariamente nel Regno Unito dalla Philips Records nel 1967. È stato un grande successo sia di pubblico che di critica, toccando il terzo posto della Official Albums Chart.

## L'album
Scott venne rilasciato soltanto sei settimane dopo il terzo disco dei The Walker Brothers, Images e presenta sia composizioni originali di Walker sia una selezione di cover di brani di autori celebri. Questa formula, ripresentata nei successivi album, lo rese un'artista più serio e cupo rispetto a quando era membro del suo gruppo di Beat music e Blue-eyed soul. La scelta di tale materiale da inserire nel disco in genere rientrava in quattro categorie principali: composizioni originali di suo pugno (Montague Terrace (In Blue), Such a Small Love, Always Coming Back to You), re-interpretazioni di pezzi contemporanei (The Lady Came from Baltimore, "Angelica"), temi musicali di film (You're Gonna Hear From Me, Through a Long and Sleepless Night) e, in modo significativo, versioni tradotte in inglese (da Mort Schuman) delle canzoni del musicista e compositore belga Jacques Brel (Mathilde, My Death, Amsterdam), che influenzò molto l'opera di Walker (che lo definì inequivocabilmente «il più significativo cantautore al mondo»). Anche i futuri Scott 2 e Scott 3, avrebbero contenuto tre cover ciascuno di Brel. Walker in particolare fu il primo ad esportare il canzoniere del cantante europeo in America ed in Inghilterra.

## Distribuzione
Scott venne distribuito nel settembre 1967 dalla Philips Records nel Regno Unito, dove toccò la terza posizione della Official Albums Chart, rimanendo in classifica per diciassette settimane. L'anno successivo venne rilasciato anche in America dalla Smash Records con il titolo Aloner.
Dall'iniziale uscita, tre outtake completi, probabilmente risalenti alle sessioni di registrazione, circolarono in forma di bootleg. Questi sono Free Again (Basile / Canfora / Colby / Jourdan), I Get Along Without You Very Well (Hoagy Carmichael) e I Think I'm Getting Over You (Roger Cook / Roger Greenaway), quest'ultimo pensato per una potenziale singola pubblicazione.
.

## Lista delle tracce
1. Mathilde – 2:39 (Jacques Brel, Gérard Jouannest, Mort Shuman)
2. Montague Terrace (In Blue) – 3:31 (Noel Scott Engel)
3. Angelica – 4:02 (Cynthia Weil, Barry Mann)
4. The Lady Came from Baltimore – 1:59 (Tim Hardin)
5. When Joanna Loved Me – 3:08 (Robert Wells, Jack Segal)
6. My Death – 4:57 (Brel, Shuman)

1. The Big Hurt – 2:26 (Wayne Shanklin)
2. Such a Small Love – 4:55 (Engel)
3. You're Gonna Hear From Me – 2:53 (André Previn, Dory Previn)
4. Through a Long and Sleepless Night – 4:12 (Mack Gordon, Alfred Newman)
5. Always Coming Back to You – 2:41 (Engel)
6. Amsterdam – 3:04 (Brel, Shuman)

## Formazione
- Scott Walker – voce
- Wally Stott – arrangiatore, conduttore (1,2,5,7 & 8)
- Reg Guest – arrangiatore, conduttore (3,4,6 & 11)
- Peter Knight – arrangiatore, conduttore (9 & 10)
- Peter Olliff – ingegnere del suono

## Pubblicazioni
| Paese                 | Data             | Etichetta         | Formato            | Catalogo   |
| --------------------- | ---------------- | ----------------- | ------------------ | ---------- |
| Francia               | 1967             | Philips           | LP                 | 844 202 BY |
| Regno Unito           | settembre 1967   | Philips           | LP (Stereo)        | SBL 7816   |
| UK                    | settembre 1967   | Philips           | LP (Mono)          | BL 7816    |
| Stati Uniti d'America | 1968             | Smash             | LP (Title: Aloner) | 27099      |
| UK                    | 16 marzo 1992    | Fontana           | CD                 | 510 879-2  |
| UK                    | 5 giugno 2000    | Fontana           | HDCD               | 510 879-2  |
| US                    | 15 febbraio 2008 | 4 Men With Beards | LP                 | 4M149      |

## Classifiche
| Chart                 | Classifica |
| --------------------- | ---------- |
| Official Albums Chart | 3          |